# Palais Brandolin Rota
Le palais Brandolin Rota est un palais à Venise, situé dans le quartier Dorsoduro et surplombant le Grand Canal, entre les galeries de l'Académie et le palais Contarini Polignac. 

## Histoire
Le palais Rota a été construit au XVIIe siècle, avec seulement deux étages; au milieu du XVIIIe siècle, siècle où la structure a été ramenée à sa taille actuelle, elle a été acquise dans la seconde moitié des années 1800 par Franz Edler von Hruschka. 
Il appartient actuellement à la famille Brandolini Rota. 
Au XIXe siècle, il a été adapté pour abriter l'hôtel Universo et est devenu pendant peu de temps la maison de la célèbre soprano Toti Dal Monte. Plus récemment, le bâtiment a accueilli le Society Club of the Union, l'un des derniers clubs de gentlemen en Italie. 
Le palais est actuellement une maison privée.